# 제7천년기
제7천년기(第七千年期, 7th millennium)는 6001년 1월 1일부터 7000년 12월 31일까지 이어지는 천 년의 기간이다. 이는 서기로 일곱 번째 시기의 천년이라는 뜻이다.